# Laboratoriegatan, Stockholm

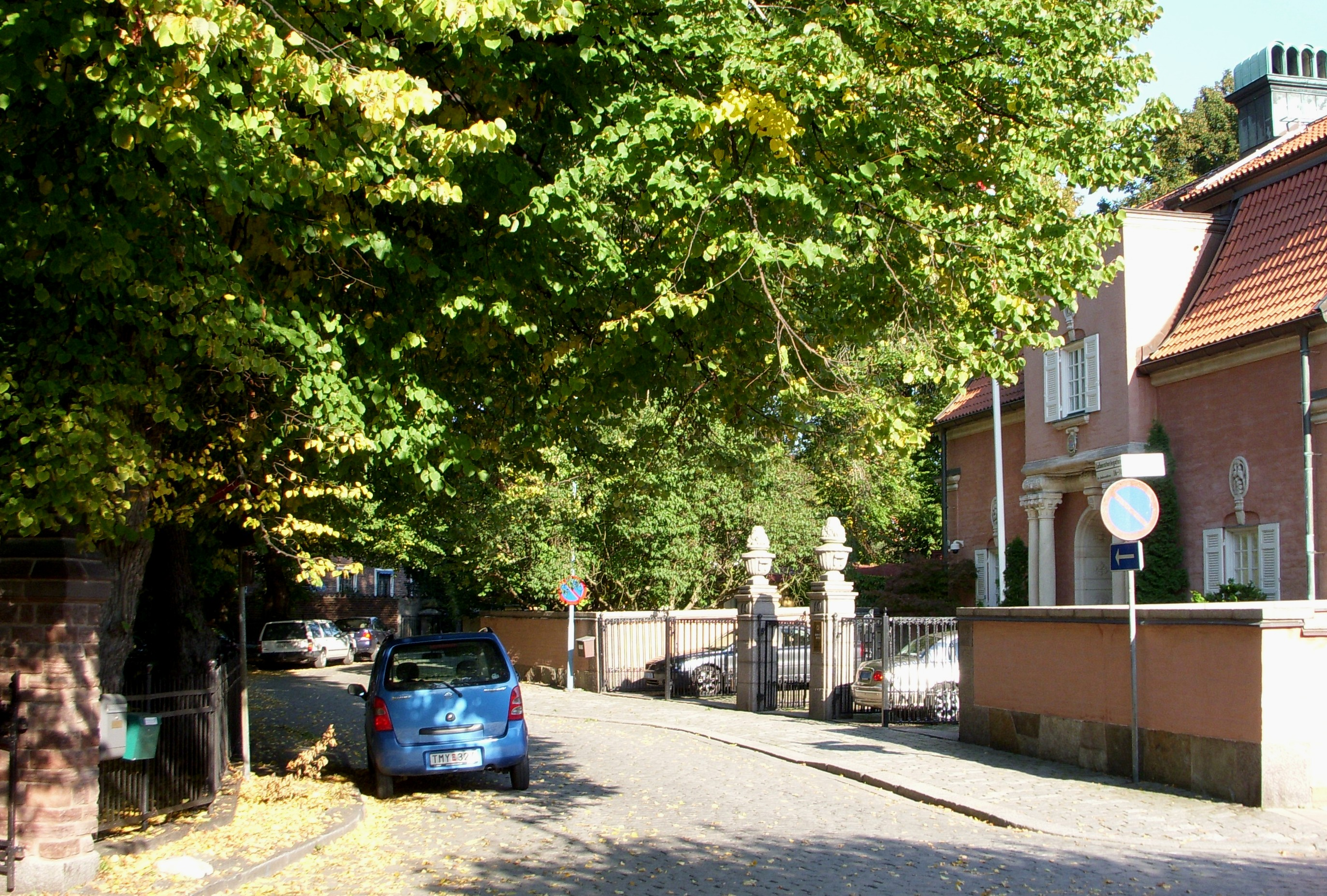
Laboratoriegatan mot öst med Tillbergska villan till höger.

Laboratoriegatan är en gata i stadsdelen Östermalm i Stockholm. Laboratoriegatan leder i en halvcirkel runt södra sidan av Engelska kyrkan i Diplomatstaden.
Gatan fick sitt nuvarande namn år 1912 (samtidigt som Kruthusplan) i samband med stadsplanearbeten för den nya stadsdelen "Diplomatstaden". I området för nuvarande Sveriges Radios byggnader fanns i början på 1700-talet ett laboratorium för krut- och ammunitionstillverkning som ersatte en liknande anläggning vid nuvarande Karlaplan, som flög i luften år 1716.
Laboratoriegatan är numera känd som adress för några av Diplomatstadens palatsliknande villor som byggdes där på 1910- och 1920-talen. Här kan nämnas Brittiska ministerbostaden vid Laboratoriegatan 8, ritad av arkitekt Richard Allison för Storbritannien, Tillbergska villan vid Laboratoriegatan 10, arkitekt Ivar Tengbom för Knut Tillberg som idag disponeras av Sydkoreas ambassad samt Engelska kyrkan som flyttades hit år 1913 från Wallingatan.